# Makdiops nilgirensis
Makdiops nilgirensis là một loài nhện trong họ Selenopidae.
Loài này thuộc chi Makdiops. Makdiops nilgirensis được miêu tả năm 1934 bởi Reimoser.